# Зьомек (гміна Бараново)
Зьомек (пол. Ziomek) — село в Польщі, у гміні Бараново Остроленцького повіту Мазовецького воєводства.
Населення — 282 особи (2011).
У 1975-1998 роках село належало до Остроленцького воєводства.

## Демографія
Демографічна структура станом на 31 березня 2011 року:
|          | Загалом | Допрацездатний вік | Працездатний вік | Постпрацездатний вік |
| -------- | ------- | ------------------ | ---------------- | -------------------- |
| Чоловіки | 149     | 43                 | 91               | 15                   |
| Жінки    | 133     | 29                 | 70               | 34                   |
| Разом    | 282     | 72                 | 161              | 49                   |